# Karin Bengtsson
Karin Alice Josefine Bengtsson, född 9 april 1983, är en svensk skådespelare.

## Biografi
Karin Bengtsson är utbildad vid Teaterhögskolan i Göteborg 2006–2009. Under våren 2012 var hon aktuell som Monstret i Turteaterns uppsättning av Frankenstein samt i barnteaterföreställningen Gåsen. Tidigare har hon gjort roller i bland annat Lilla Stormen på Unga Dramaten, Det kommunistiska manifestet på Teater Tribunalen och Leendets land på Unga Tur.

## Teater

### Roller (ej komplett)
| År   | Roll        | Produktion                                                     | Regi                    | Teater                                    |
| ---- | ----------- | -------------------------------------------------------------- | ----------------------- | ----------------------------------------- |
| 2000 |             | Lille Prinsen                                                  | Jerker Eklund           | Varbergs Musikteater                      |
| 2001 |             | Folkabrus och Snapphanar                                       | Gun Jönsson             | Teater Boudoir Intim                      |
| 2002 |             | Orestes                                                        | Henrik Hellström        | Varbergs Musikteater                      |
| 2004 |             | Den inbillade sjuke                                            | Hjalmar Edin            | Varbergs Musikteater                      |
| 2006 |             | Ninni i sandlådan                                              | Nasrin Barati           | Teater Sesam                              |
| 2007 |             | Leka med elden                                                 | Lars Magnus Larsson     | Teaterhögskolan vid Göteborgs universitet |
| 2008 |             | Det kommunistiska manifestet                                   | Richard Turpin          | Teater Tribunalen                         |
| 2008 |             | Krig på fjärde våningen                                        | Fredrik Lundquist       | Unga Tur                                  |
| 2009 |             | CV                                                             | Lars Melin              | Teaterhögskolan vid Göteborgs universitet |
| 2009 |             | Leendets land Franz Lehár, Ludwig Herzer och Fritz Löhner-Beda | Sally Palmquist Procopé | Unga Tur                                  |
| 2009 |             | Plastungen                                                     | Anna Ulén               | Regionteater Väst                         |
| 2010 |             | Chock Doktrinen                                                | Erik Holmström          | Turteatern/ Jannes fenomenala orkester    |
| 2010 | Miranda     | Lilla stormen Kristian Hallberg                                | Sally Palmquist Procopé | Dramaten                                  |
| 2011 |             | Gengångare                                                     | Sara Cronberg           | Uppsala Stadsteater                       |
| 2011 |             | UFO                                                            | Martin Lindberg         | Scenkonst Sörmland                        |
| 2011 |             | Värmlänningarna                                                | Sally Palmquist Procopé | Unga Tur                                  |
| 2012 |             | Gåsen Giambattista Basile                                      | Nils Poletti            | Turteatern                                |
| 2012 |             | Frankenstein                                                   | Carina Erhenholm        | Turteatern                                |
| 2012 |             | Skattjakten                                                    | Sally Palmquist Procopé | Orionteatern/ Jannes Fenomenala Orkester  |
| 2012 |             | Orfeus                                                         | Sally Palmquist Procopé | Orionteatern                              |
| 2014 | Medverkande | Sånger för Norden Nils Poletti                                 | Nils Poletti            | Turteatern                                |
| 2015 |             | Drottningens juvelsmycke Carl Jonas Love Almqvist              | Sally Palmqvist Procopé | Örebro länsteater                         |
| 2016 |             | Pussy Riot                                                     | Malin Stenberg          | Dramaten                                  |
| 2016 |             | Peptalk för Sverige                                            | Helena Sandström Cruz   | Orionteatern                              |

## Radioteater

### Roller (ej komplett)
| År   | Roll | Produktion                | Regi          |
| ---- | ---- | ------------------------- | ------------- |
| 2008 |      | Anna Karenina Lev Tolstoj | Jonas Cornell |